# Téseny
Téseny ist eine ungarische Gemeinde im Kreis Sellye im Komitat Baranya. Gut ein Fünftel der Bewohner zählt zur Volksgruppe der Roma.

## Geografische Lage
Téseny liegt 20 Kilometer südwestlich des Komitatssitzes Pécs und 17 Kilometer nordöstlich der Kreisstadt Sellye. Nachbargemeinden sind Velény, Baksa, Tengeri, Ózdfalu und Kisasszonyfa.

## Geschichte
Im Jahr 1907 gab es in der damaligen Kleingemeinde 116 Häuser und 673 Einwohner auf einer Fläche von 2101  Katastraljochen. Sie gehörte zu dieser Zeit zum Bezirk Szentlőrincz im Komitat Baranya.

## Sehenswürdigkeiten
- Glockenturm mit einer Marienstatue, einer Szent-Antal-Statue sowie zwei Gedenktafeln für die Opfer der Weltkriege

## Verkehr
Durch Téseny verläuft die Landstraße Nr. 3803. Es bestehen Busverbindungen nach Pécs. Der nächstgelegene Bahnhof befindet sich nordwestlich in Gyöngyfa-Magyarmecske.